# Stronie Śląskie
Stronie Śląskie (německy Seitenberg) je město na jihozápadě Polska, na historickém území Kladska, nedaleko hranic s Českem. V okolí se nacházejí pohoří Rychlebské hory a Králický Sněžník. Je to hlavní město gminy Stronie Śląskie, která je součástí okresu Kladsko a Dolnoslezského vojvodství. V roce 2019 mělo 5709 obyvatel.
Okresní město Kladsko je vzdáleno přibližně 23 kilometrů a hlavní město vojvodství Vratislav přibližně 93 kilometrů.

## Obecně
Městu se říkalo Seitenberg a šlo o malou pasteveckou osadu ležící vedle mnohem většího Schreckendorfu – dnešního Strachocinu, poprvé se o něm zmiňuje listina z roku 1264. Od roku 1684 byl majetkem hrabat z Mezilesí. Sklárna byla otevřena roku 1864. Rozvoj průmyslu umožnil v roce 1897 postavit železniční trať do Kladska.
V květnu 1945 se Seitenbergu zmocnila sovětská armáda. Město bylo poté připojeno k Polsku a vytlačilo jeho předchozí obyvatele do Německa. Při neexistenci historického slovanského jména nazývali Poláci původně město Żybocin, ale v roce 1946 byl současný název oficiálně zaveden s odkazem na německou formu (Seitenberg = „hora na boku“). Obec získala na významu na přelomu 40. a 50. let 20. století. Rostla díky ložiskům kazivce a uranových rud objevených v této oblasti. Přestože těžba uranových rud byla poměrně rychle ukončena a nerentabilní doly byly zasypány, zůstalo po investici velké sídliště Morawka. Další rozvoj byl zajištěn výrazným rozšířením sklárny a zahájením těžby mramoru v průmyslovém měřítku a zřízením psychiatrické léčebny. Jako výsledek, v roce 1967 vzniklo Stronie Śląskie z částí obcí Stronie Śląskie, Strachocin a Goszów. Továrna na křišťálové sklo „Violetta“ byla hlavním zaměstnavatelem města, hned vedle provinční psychiatrické léčebny.
Obec se v současné době zaměřuje na cestovní ruch – nachází se v krásném regionu, je nejlesnatějším v Polsku, na jejím území je mnoho zajímavých míst. Průmysl pomalu upadá ve prospěch rekreace a sportu. Hlavní atrakcí je zde Medvědí jeskyně v Kletně, objevená v 60. letech 20. století. Tato oblast již několik let láká turisty na dobré lyžařské podmínky. Cestovní ruch je také oblíbený díky malebné horské krajině a blízkosti vrcholu Sněžníku.

## Stručná historie
- Obec byla založena ve 14. století, v průběhu historie byla v rukou mnoha různých majitelů.
- V polovině 15. století se obec stala součástí Českého království, jako součást Kladska.
- V 18. století se obec stala součástí Pruska.
- Po druhé světové válce byla obec připojena k Polsku a německé obyvatelstvo bylo vysídleno.
- V roce 1967 získala obec status města.

## Pamětihodnosti
Mezi pamětihodnosti města patří:
- Zámek Marianny Oranžské, dnes radnice
- Barokní kaple svatého Onufria
- Barokní kostel
- Novorománsko-novogotická kostel
- Historické domy
- Soukromé muzeum kamenů a minerálů (Muzeum Kamieni i Minerałów)
- Bývalá továrna na křišťálové sklo „Violetta“, založena Mariannou Oranžskou

## Galerie

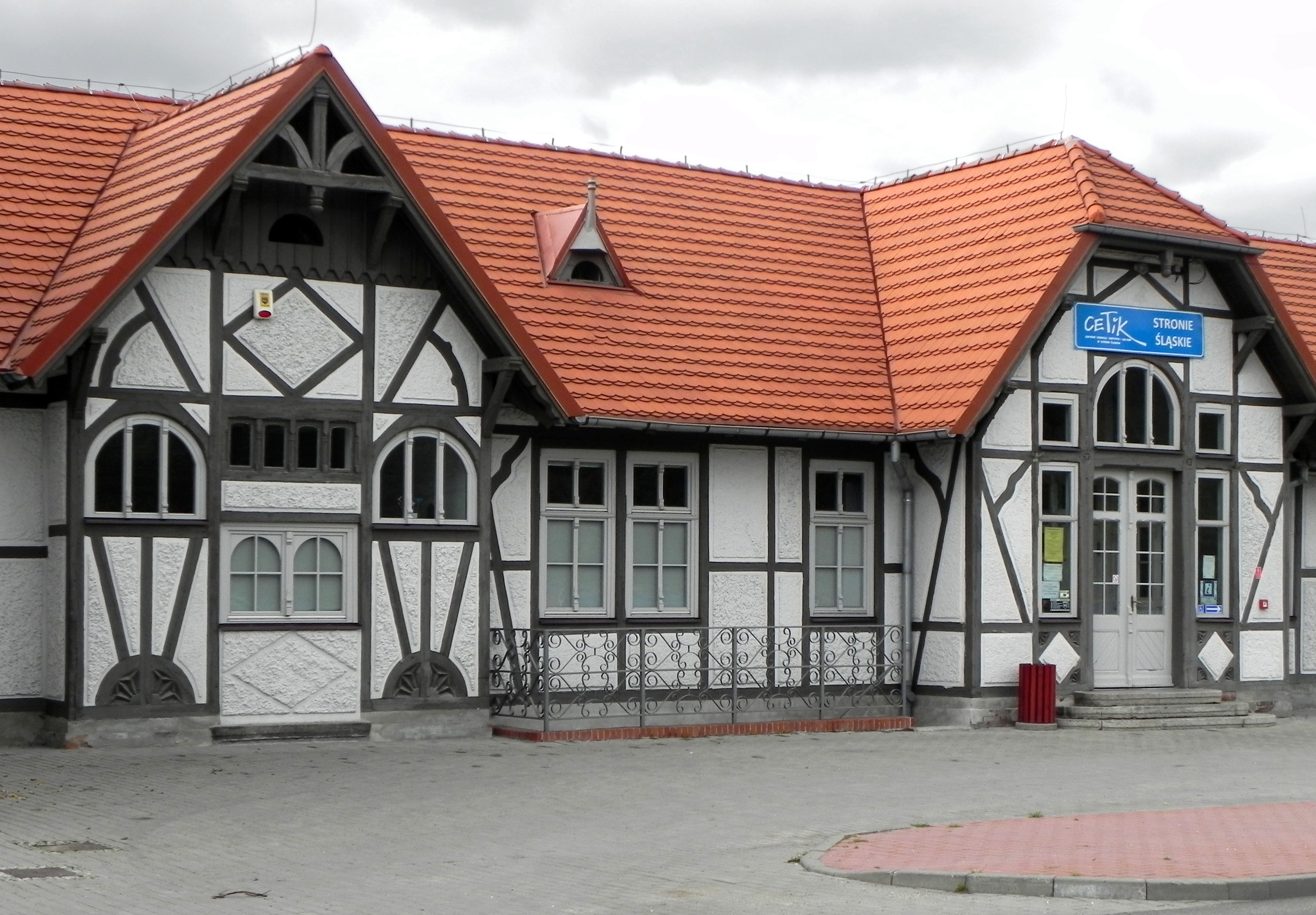
Nádraží
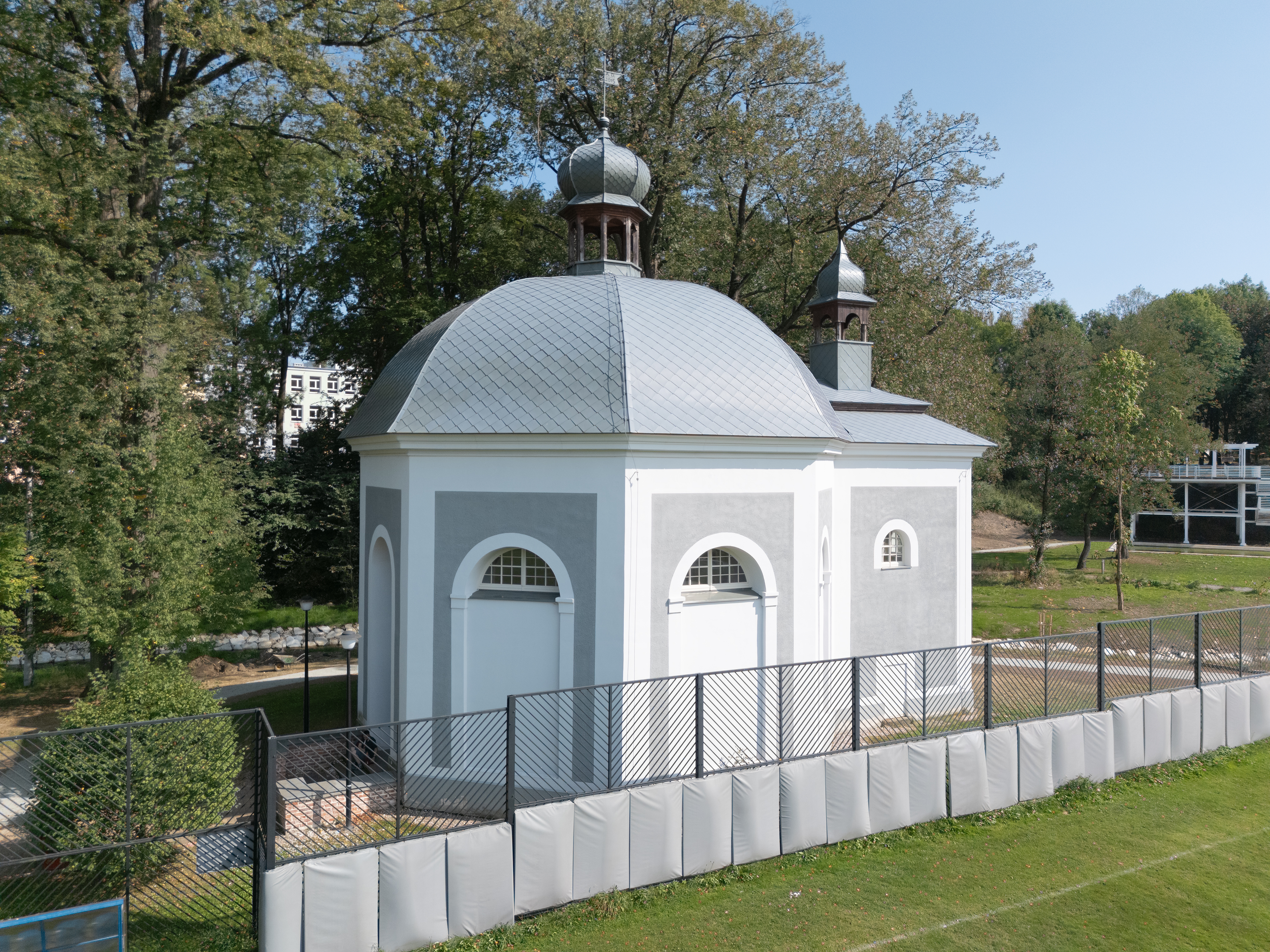
Kaple svatého Onufria
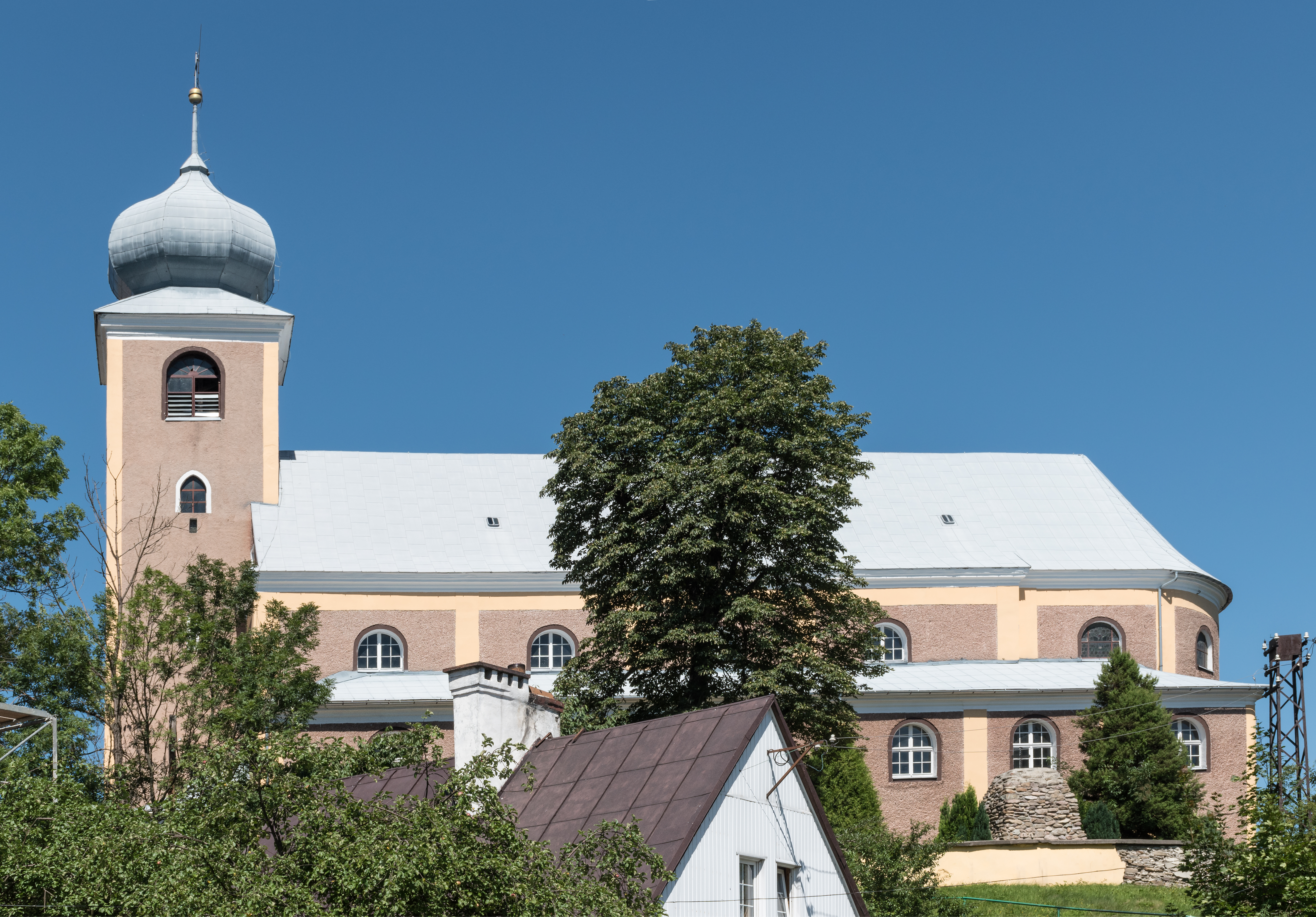
Barokní kostel
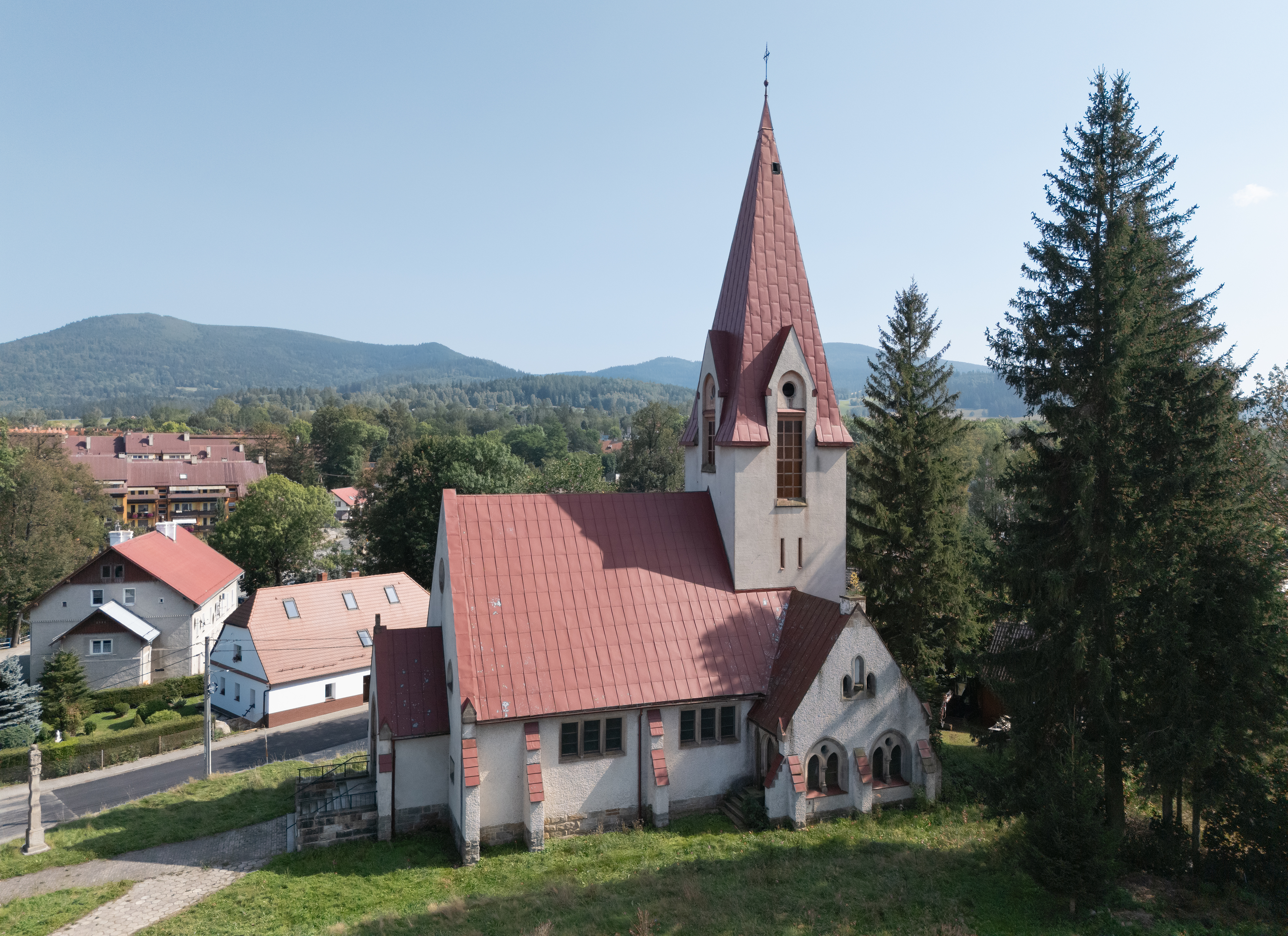
Novorománský kostel
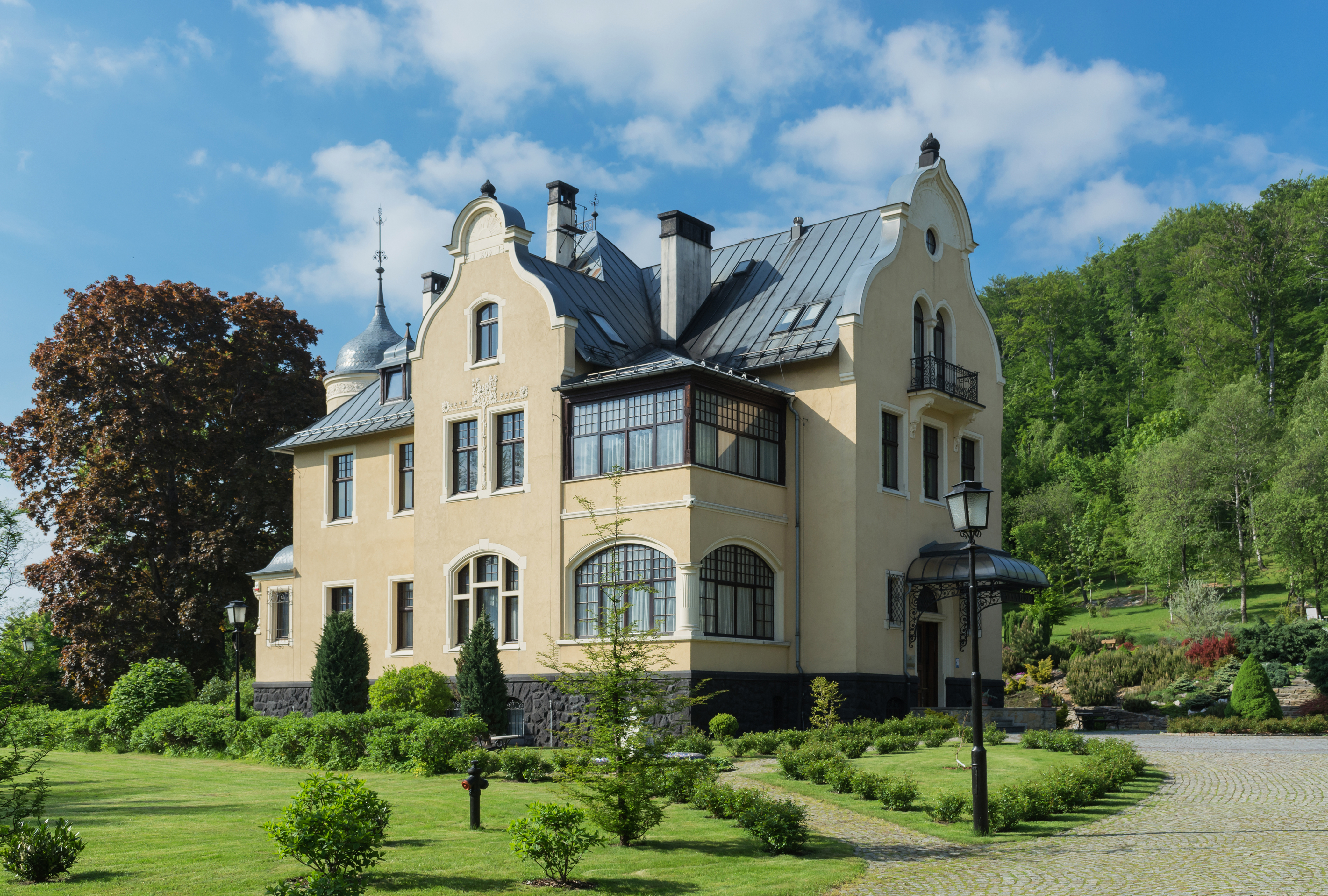
Villa Elise
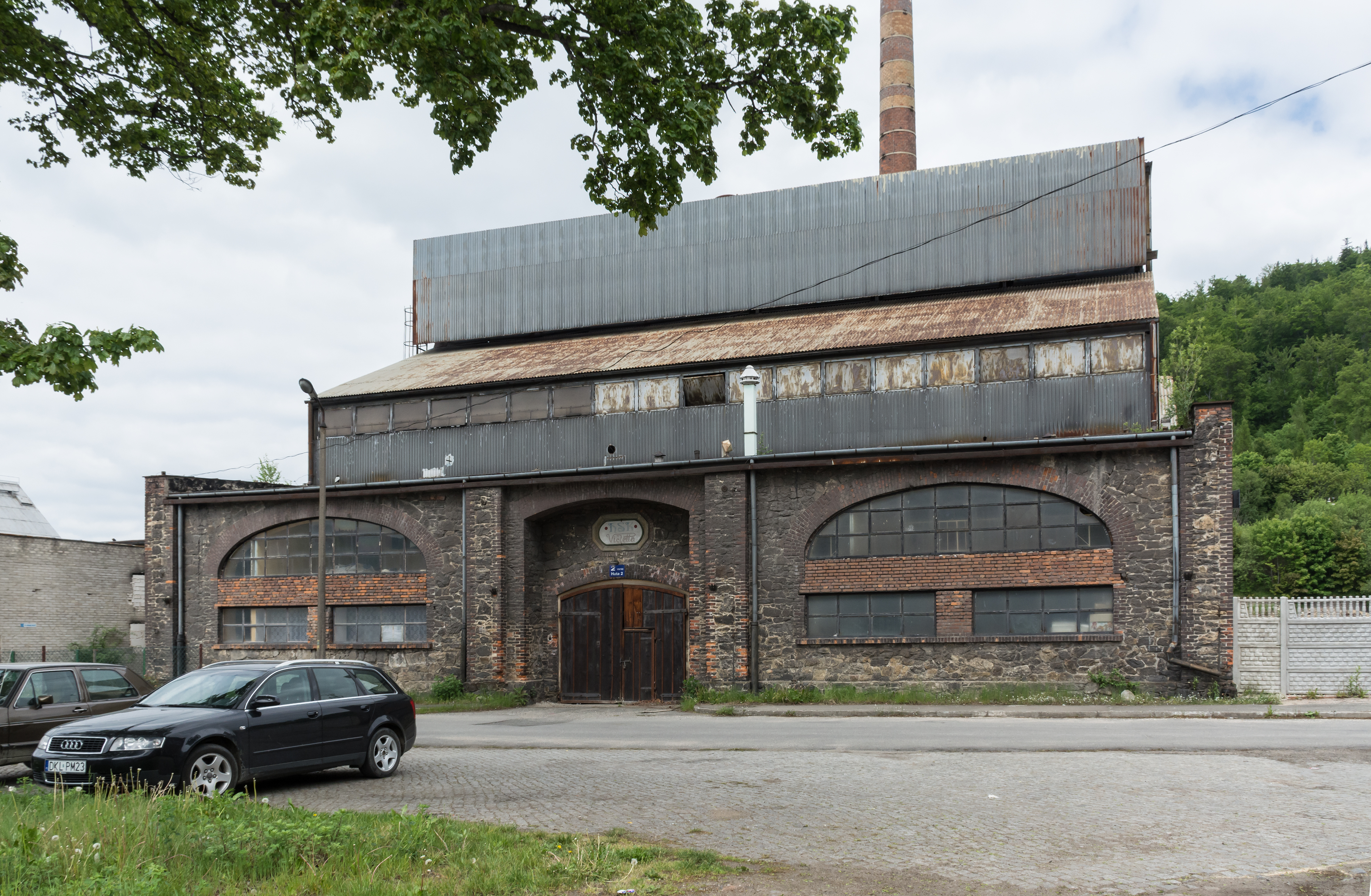
Bývalá továrna na křišťálové sklo

## Partnerská města
- Dippoldiswalde, Německo
- Chodzież, Polsko
- La Machine, Francie
- Staré Město, Česko
- Szikszó, Maďarsko
- Ustronie Morskie, Polsko[2]